# Camino Soria (álbum)
Camino Soria es el cuarto álbum de estudio de la banda de pop española Gabinete Caligari.

## Descripción
Considerado el álbum cumbre en la carrera del grupo e incluso calificado como el mejor de la historia del pop español, el título del álbum se corresponde con el del sencillo, que inicialmente iba a llamarse Camino Cuenca. Dedicado al carácter de Castilla contiene temas de amor, desamor y un homenaje a Ulises Montero, el fallecido saxofonista de la banda.
Según el listado de los 50 mejores músicos de España publicado por el diario El País el 14 de febrero de 2014, el puesto número 4 que se concede a Gabinete Caligari, se debe precisamente a este álbum.
En el álbum se han querido encontrar influencias country, rockabilly, samba y sonidos africanos.

## Ventas
El álbum alcanzó más de 280.000 ejemplares vendidos, alcanzando el número 5 en el ranking elaborado por AFYVE.

## Lista de canciones
- Pecados Más Dulces Que Un Zapato De Raso. - 2:50
- Suite Nupcial. - 3:27
- La Fuerza De La Costumbre. - 3:34
- Tócala, Uli. - 3:55
- Como Un Pez. - 3:50
- La sangre de tu tristeza. - 3:30
- Sarava. - 4:44
- Rugido de Tigre. - 3:33
- Camino Soria. - 6:26